# LEGO Friends
Lego Friends is een serie LEGO-sets rond het thema vrije tijd, vakantie en leven in de buitenwijk. Deze serie kwam vanaf 2012 op de markt en is speciaal gericht op meisjes. In de set figureren vijf tienervriendinnen met elk hun eigen karakter.
De minifigs (poppetjes) wijken iets af van de oorspronkelijke figuren. Deze hebben een realistischer lichaam en meer details. Door Lego Friends zijn ook LEGO-blokken met nieuwe kleuren geïntroduceerd, waaronder paars, lavendel, groenblauw en turquoise.